# چیخوچیمنی
چیخوچیِـمنی (لهستانی: Cichociemni؛ ‏تلفظ لهستانی: [t͡ɕixɔˈt͡ɕɛmɲi]؛ ‏ «ناپیدای خاموش») واحد عملیات ویژه چتربازان نیروهای مسلح لهستان در غرب هستند که با یاری بریتانیای کبیر در جریان جنگ جهانی دوم بنیان نهاده شد تا هنگام اشغال لهستان به اجرای عملیات بپردازند.
در مجموع ۲۶۱۳ سرباز ارتش لهستان برای آموزش توسط مأموران سازمان اجرایی عملیات ویژه داوطلب شدند که تنها ۶۰۶ نفر آنها دورهٔ آموزشی را تکمیل کردند و در نهایت ۳۱۶ نفر از آنها مخفیانه به لهستان اشغالی با چتر فرود آمدند. نخستین عملیات آنان (با نام مستعار «پل هوایی») در ۱۵ فوریه ۱۹۴۱ انجام شد. این عملیات توسط سروان یوزف زابیلسکی، سرگرد استانیسواف کشیموفسکی و پیک سیاسی چسواف راچکوفسکی انجام شد. پس از ۲۷ دسامبر ۱۹۴۴، عملیات بعدی متوقف شد، زیرا در آن زمان بیشتر خاک لهستان توسط ارتش سرخ اشغال شده بود.
از ۳۱۶ نیروی چیخوچیِـمنی، ۱۰۳ نفر در طول جنگ کشته شدند: یا در میدان نبرد با آلمانی‌ها، اعدام توسط مأموران گشتاپو، یا سوانح دیگر. ۹ نفر دیگر نیز پس از جنگ توسط دولت جمهوری خلق لهستان اعدام شدند؛ چرا که رژیم کمونیستی با آنان که نفوذی‌های ایدئولوژیک انگلیسی/بریتانیایی تلقی می‌شدند، دشمنی داشتند. ۹۱ عضو چیخوچیِـمنی در قیام ورشو در سال ۱۹۴۴ شرکت کردند.